# Isola Sea Parrot
Sea Parrot è un'isola disabitata delle isole Andreanof, nell'arcipelago delle Aleutine, e appartiene all'Alaska (USA). Si trova nella Bay of Islands, ad ovest dell'isola Dora, sulla costa occidentale di Adak.
Registrata con questo nome da una spedizione della U.S. Navy nel 1933. Sea parrot è uno dei nomi per indicare la pulcinella di mare.